# Pedro de Reina Maldonado
Pedro de Reina Maldonado (1599 - 9 de outubro de 1660) foi um prelado católico romano que serviu como bispo eleito de Santiago de Cuba (1659-1660).

## Biografia
Pedro de Reina Maldonado nasceu em Lima, no Peru, em 1599. A 10 de novembro de 1659, foi nomeado durante o papado do Papa Alexandre VII como Bispo de Santiago de Cuba. Faleceu antes de ser consagrado a 9 de outubro de 1660.